# Hołubecze
Hołubecze (ukr. Голубече) – wieś na Ukrainie, w obwodzie winnickim, w rejonie tulczyńskim, w hromadzie Krzyżopol. W 2024 liczyła 1252 mieszkańców.